# Velvet Opera
Velvet Opera is een Britse rockband uit eind jaren zestig van de 20e eeuw.

## Geschiedenis
De band begon als een soul- en bluesband genaamd The Five Proud Walkers, die ooit in het voorprogramma hebben gestaan van de toen psychedelische Pink Floyd. De soul en blues lieten ze voor wat het was; ze wilden dat ook. De band bestond toen uit:
- Dave Terry – zang, mondharmonica
- Colin Foster – gitaar
- John Ford – basgitaar
- Jimmy Horrocks – toetsen en fluit
- Richard Hudson – slagwerk

Terry begon zich extravaganter te gedragen tijdens optredens; hij mat zich de kleding aan van de hoofdpersoon uit het boek en de film Elmer Gantry (van Sinclair Lewis), met cape en priesterhoed. De naam van de band werd toen Elmer Gentry's Velvet Opera. Ze vielen op in het clubcircuit en kregen een platencontract aangeboden door CBS. Hun eerste opname was het lied Flames, dat later nog gespeeld zou worden door Led Zeppelin. Een latere single Mary Jane werd nog door de BBC geboycot omdat hij over drugs ging. Er kwamen meer singles en een elpee, maar succesvol was de band nooit.
Ford en Hudson wilden de band een andere richting (gebruik elektrische instrumenten) geven, waarmee Foster en Terry (meer akoestisch) zich niet konden verenigen; ze verlieten de band. Ze werden vervangen door Paul Brett en John Joyce; de naam werd weer Velvet Opera. Brett vertrok weer en Foster kwam terug. Een tweede album volgde, ook zonder succes.
Dave Cousins van Strawbs baatte toen het Hounslow Arts Lab uit, waar Velvet Opera kwam optreden. Gelijkertijd waren Cousins en Strawbs op zoek naar een ritmesectie. Ford en Hudson stapten inderdaad over en bleven een aantal jaren bij Strawbs vanaf het livemuziekalbum Just a Collection of Antiques and Curios. Een detail is dat Paul Brett een jaar eerder op het album Dragonfly van Strawbs meespeelde.
Foster zette Velvet Opera voort met Dave McTavish (zang), Colin Bass (basgitaar) en Mike Fincher (slagwerk). Ze namen één single op. Toen was het verhaal uit.

## Albums
- Elmer Gantry's Velvet Opera
- Ride a Hustler's Dream

## Singles
- "Flames"/"Salisbury Plain"
- "Mary Jane"/"Dreamy"
- "Volcano"/"A Quick B"
- "Anna Dance Square"/"Don't You Realise"
- "Black Jack Davy"/"Statesboro Blues"
- "She Keeps Giving Me These Feelings"/"There's a Hole In My Pocket"